# Euro
Euro (símbolo: €; código: EUR) é a moeda oficial da zona Euro, a qual é constituída por 20 dos 27 estados-membros da União Europeia: Alemanha, Áustria, Bélgica, Chipre, Croácia, Eslováquia, Eslovénia, Espanha, Estónia, Finlândia, França, Grécia, Irlanda, Itália, Letónia, Lituânia, Luxemburgo, Malta, Países Baixos e Portugal. A moeda é também usada de forma oficial pelas instituições da União Europeia e por quatro outros países europeus e, de forma unilateral, pelo Cosovo e Montenegro. Em 2018, a moeda foi usada diariamente por cerca de 343 milhões de europeus. A moeda é também usada oficialmente em diversos territórios ultramarinos da UE.
A moeda é ainda usada por mais 240 milhões de pessoas em todo o mundo, das quais 190 milhões em África, que usam moedas de câmbio fixo em relação ao euro. O euro é a segunda maior moeda de reserva e a segunda moeda mais transacionada no mundo a seguir ao dólar dos Estados Unidos. Com mais de 1,2 bilião de euros em circulação em 2018, o euro tem o maior valor combinado de notas e moedas em circulação no mundo, ultrapassando o dólar norte-americano. Com base em estimativas do Fundo Monetário Internacional do PIB e da paridade do poder de compra, a zona euro é a segunda maior economia do mundo.
O nome "euro" foi oficialmente adotado em 16 de dezembro de 1995. O euro foi introduzido nos mercados financeiros mundiais como unidade de conta a 1 de janeiro de 1999, em substituição da antiga Unidade Monetária Europeia (ECU), a um câmbio de 1:1 (1,1743 USD). As moedas e notas físicas de euro entraram em circulação a 1 de janeiro de 2002, tornando-a a moeda de uso corrente entre os membros originais. Embora nos primeiros dois anos a cotação do euro tenha descido para 0,8252 USD (26 de outubro de 2000), a partir do fim de 2002 começou a ser transacionada a valores superiores ao dólar, atingindo um máximo de 1,6038 USD em 18 de julho de 2008. A partir do fim de 2009, a crise da dívida pública da Zona Euro levou à criação do Fundo Europeu de Estabilização Financeira e à adoção de várias reformas de estabilização monetária.

## História do Euro
A ideia do estabelecimento de uma moeda única na CEE nasceu já na década de 70. Teve como principais defensores os Economistas Fred Arditti, Neil Dowling, Wim Duisenberg, Robert Mundell, Tommaso Padoa-Schioppa e Robert Tollison. No entanto, só pelo Tratado de Maastricht, de 1992 esta ideia passou da teoria para o Direito. Este tratado foi celebrado pelos doze países que à data faziam parte da Comunidade Económica Europeia. O Reino Unido e a Dinamarca optaram neste tratado por ficar de fora da moeda única. Os países que aderissem posteriormente à União estão legalmente obrigados a aderir à moeda única. A Suécia aderiu à União em 1995 mas negociou entrar numa fase posterior. Os critérios para adesão à nova moeda única foram estabelecidos pelo Pacto de Estabilidade e Crescimento de 1997.
O primeiro nome para o sistema de conversão entre as moedas que se uniriam foi o ECU (European Currency Unit em Inglês). O nome de Euro é atribuído ao Belga German Pirloit que assim o sugeriu a Jacques Santer em 1995. O valor da nova moeda foi ancorado ao do ECU por resolução do Conselho da União Europeia de 31 de dezembro de 1998. Esta entrou em vigor a 1 de janeiro de 1999 em forma não material (transferências, cheques, etc.) e a 1 de janeiro de 2002 em notas e moedas.

### Serie de "Europa"

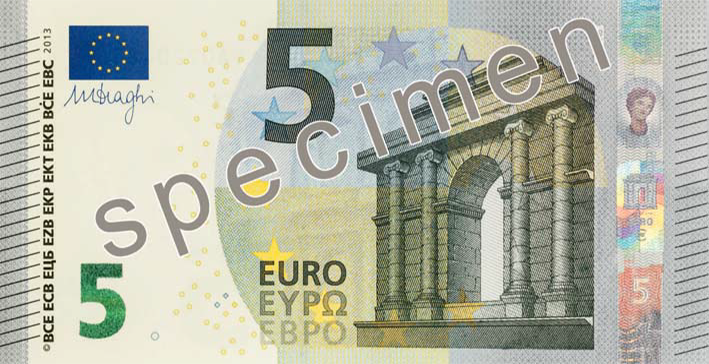
5 euros
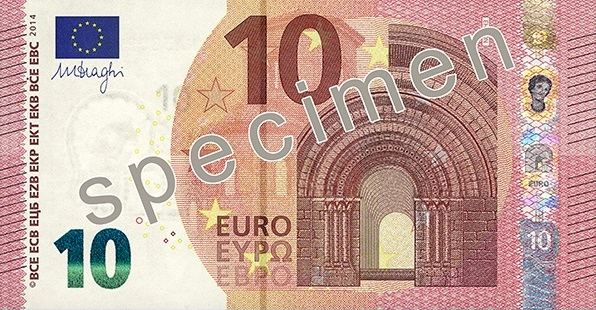
10 euros
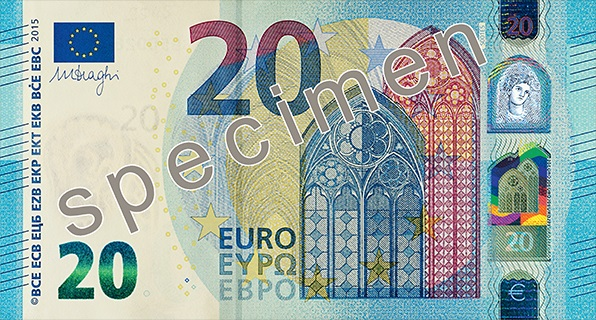
20 euros
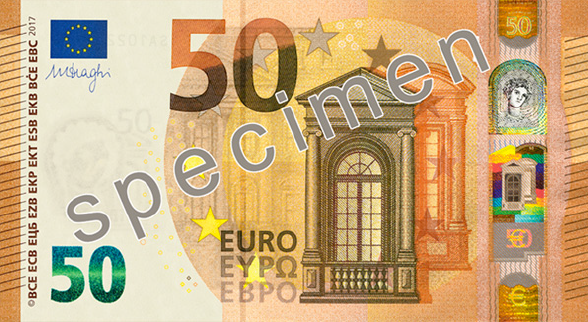
50 euros
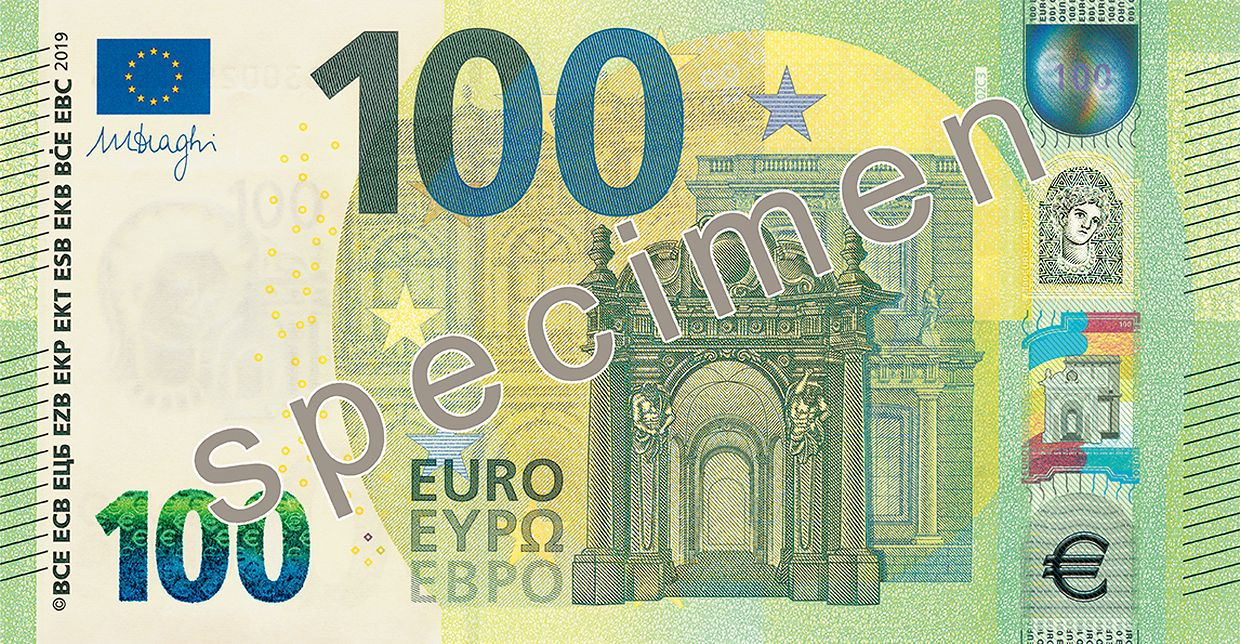
100 euros
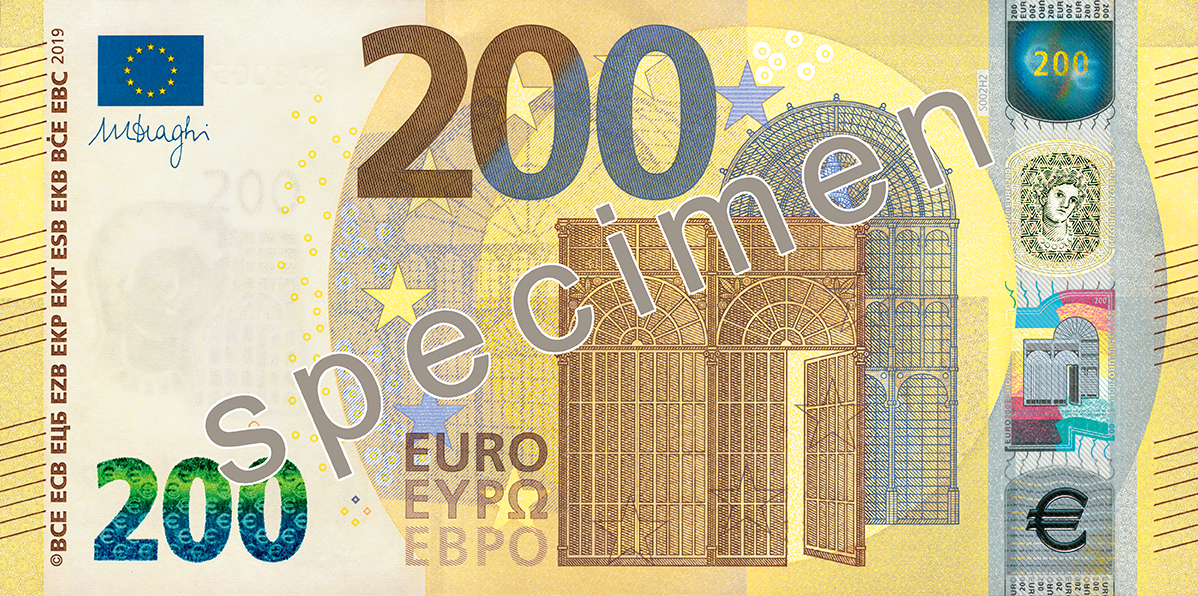
200 euros

## Convenções de escrita

Euro
20 Países da Zona Euro
1 País da ERM II
1 País da ERM II com derrogação
5 Outros países da UE
4 Estados que usam o euro em função de tratados com a UE
2 Estados/territórios fora da UE que adotaram unilateralmente o euro